# Arroyo Acaraguá Primero
El arroyo Acaraguá Primero es un curso de agua ubicado en la provincia de Misiones, Argentina que desagua en el arroyo Acaraguá.
El mismo nace en la divisoria de aguas de la sierra de Misiones, a 3 kilómetros al norte de la localidad de Campo Grande, en las coordenadas 27°11′03″S 54°59′00″O / -27.18417, -54.98333 a una altitud de 447 metros sobre el nivel del mar. 
Tras 3 kilómetros de recorrido corta el pavimento de la ruta Nacional 14 a la altura del km 915 y desde allí recorre otro kilómetro y medio para confluir en el Arroyo Acaraguá, al unir sus aguas con el arroyo Acaraguá Segundo en las coordenadas 27°13′05″S 54°57′06″O / -27.21806, -54.95167, a una altitud de 358 m s. n. m. a 2,5 kilómetros al sureste de Campo Grande.